# 지지보살
지지보살(持地菩薩)은 지상세계를 관장하는 보살이다. 삼장보살(三藏菩薩)의 하나이다. 조선시대만 해도 천상, 지상, 지하 세계의 천도를 각각 천장보살(天藏菩薩), 지지보살(持地菩薩), 지장보살(地藏菩薩)이 나누어서 담당했었다. 하지만 현재는 지장보살이 모두 관장한다.
지지보살은 용수보살과 다라니보살이 협시하고 있고, 용왕과 아수라 그리고 여러 신들과 동자들을 거느리고 있다.